# 刘福祥 (人大代表)
刘福祥（1955年8月—），辽宁开原人。汉族。加入中国共产党。辽宁工程技术大学管理工程专业毕业。
2008年，任中共阜新市委常委、阜新矿业(集团)有限责任公司董事长、党委书记。
2013年，被选为第十二届全国人民代表大会辽宁地区代表。因涉嫌严重违纪违法，2015年7月28日，辽宁省第十二届人大常委会第二十次会议决定接受其辞去第十二届全国人民代表大会代表职务。2016年因涉嫌贿选被认定当选无效。
2015年5月，据辽宁省纪委消息：经辽宁省委批准，中共阜新市委常委、阜新矿业（集团）有限责任公司董事长、党委书记刘福祥涉嫌严重违纪违法，目前正接受组织调查。